# Alexandra Reimer
Alexandra Reimer-Duffy (* 7. März 1972 in Hamburg) ist eine deutsche Theater- und Fernsehschauspielerin.
Alexandra Reimer besuchte 1997 bis 1998 die Schauspielschule The Method Studio in London und von 1998 bis 1999 ein weiterführendes Studium an der ebenfalls in London befindlichen East 15 Acting School. Nach ihrer Mitwirkung in mehreren Inszenierungen an der East 15 Acting School hatte sie erste Fernseherfolge. Seitdem ist sie regelmäßig in deutschen Spielfilmen und Serien zu sehen.

## Kino
- 2021: Locked down (Rolle: Emma Weber)

## Fernsehen (Auswahl)
Quelle: Sutter Management
- 1999: Liebe Pur
- 1999: Zwei Männer am Herd
- 2000: Sinan Toprak ist der Unbestechliche
- 2001: Stella
- 2002: Die achte Todsünde: Toskana-Karussell
- 2002: Ein Millionär zum Frühstück
- 2003: Alphateam
- 2003: Verliebte Diebe
- 2003: Millennium Mann
- 2004: Die Sitte
- 2004: Paparazzo
- 2005: Männer sind alle Verbrecher
- 2005: M.E.T.R.O
- 2005: Balko
- 2006: Nette Nachbarn küsst man nicht
- 2006: Eine Liebe am Gardasee
- 2007: Küstenwache (Blutrache)
- 2007: Verbotene Liebe
- 2008: Normal is des ned (Die Hausdurchsuchung)
- 2011: Küstenwache (Wetterbericht)